# Elaver tricuspis
Elaver tricuspis là một loài nhện trong họ Clubionidae.
Loài này thuộc chi Elaver. Elaver tricuspis được Frederick Octavius Pickard-Cambridge miêu tả năm 1900.